# Pascal Lamy
Pascal Lamy, född den 8 april 1947 i Levallois-Perret utanför Paris, är en fransk ämbetsman som 2005–2013 var generaldirektör för Världshandelsorganisationen (WTO).
Lamy tjänstgjorde i början av 1980-talet som rådgivare till den dåvarande socialistiske finansministern Jacques Delors samt premiärminister Pierre Mauroy. Under Delors tid som ordförande i Europeiska kommissionen 1984–94 var Lamy hans kabinettschef och därmed högra hand.
Han lämnade sedan offentlig förvaltning och tjänstgjorde på banken Crédit Lyonnais, som under hans tid privatiserades. År 1999 återvände Lamy till EU-kommissionen och var fram till 2004 handelskommissionär i Prodi-kommissionen. Han efterträdde sedan Supachai Panitchpakdi som generaldirektör i Världshandelsorganisationen.